# Боботі
Боботі (афр. Bobotie) — південноафриканська страва, що складається з приправленого прянощами м'ясного фаршу, залитого топінгом на основі яєць, і запеченого.

## Походження назви та рецепту
Боботі, як видається, є варіантом страви Patinam ex lacte, задокументованої давньоримським письменником Apicius: шари приготованого м'яса, з кедровими горіхами, приправленого перцем, насінням селери і асафетиди. Їх готували доти, доки аромати не змішувалися, потім додавався верхній шар з яйця та молока. Коли останній запікався, страва була готова до подачі. К. Луї Лейпольдт, південноафриканський письменник і гурман, писав, що рецепт був відомий в Європі в сімнадцятому столітті.
Походження слова «боботі» спірно. Етимологічний словник африкаанс стверджує, що ймовірне походження — малайське слово boemboe, що означає спеції карі. Інші вважають, що воно походить від боботока, індонезійської страви, яка складалося з абсолютно інших інгредієнтів. Перший рецепт боботі з'явився в голландській кулінарній книзі в 1609 році. Згодом він був доставлений в Південну Африку і прийнятий малайською громадою Кейптауну. До його складу також входить порошок карі, який залишає легкий присмак. Його часто подають з самбалом. Страва відома на мисі Доброї Надії з XVII століття, коли її готували з баранини та свинини.

## Приготування
Сьогодні боботі набагато частіше роблять з яловичини або баранини, хоча також можна використовувати свинину. Ранні рецепти включали імбир, майоран та цедру лимона; введення порошку карі спростило рецепт, але основна концепція залишається тією ж. Деякі рецепти також вимагають додавання в суміш нарізаної цибулі та мигдалю. Традиційно боботі включає в себе сухофрукти, такі як родзинки або кишмиш. Його часто прикрашають лавровим листом, волоськими горіхами, чатні та бананами. Хоча ця страва не є особливо гострою, вона включає в себе безліч смаків, які можуть додати складності. Наприклад, сухофрукти (зазвичай абрикоси і родзинки/кишмиш) контрастують зі смаком карі. Текстура страви також складна: запечена яєчна суміш доповнює просочений молоком хліб, який додає страві вологи. Боботі зазвичай подають із «жовтим рисом», який представляє собою рис, приготований з куркумою.

### Рецепт Лейпольдта
У книзі рецептів Лейпольдта, опублікованій в 1933 році, говориться про дрібний фарш, панірувальні сухарі, молоко, цибулю та олію, а також соусі карі, який приготований із спецій, цукру, лимонного соку, перцю чилі та оцту. Це запікається з начинкою з яйця та молока.

### Рецепт Туллекен
У рецепті 1923 року, розробленому місіс С. ван Х. Туллекен, використовуються баранина, мигдаль, есенція гіркого мигдалю, цибуля, масло, хліб, порошок карі, лимонний сік, яйця та цукор, запечені з заварним кремом з яєць і молока.

## Bobotie в Африці
Рецепти боботі були принесені південноафриканськими поселенцями в інші частини Африки. Сьогодні можна знайти рецепти, які виникли в громадах поселенців —  африканерів в Кенії, Ботсвані, Зімбабве та Замбії. Існує варіант, який був популярний серед 7000 бурських поселенців, що оселилися в долині річки Чубут в Аргентині на початку 20-го століття, в якому суміш боботі упаковується в гарбуз, який потім запікають до готовності.